# 江东郡 (战国)
江东郡，又称吴郡，中国古郡名。
战国时期楚国的宣王十五年（前335年）设立，大约位于钱塘江以西的越国故地，为楚灭越之后设立，治所在吴越故都姑苏。其可能辖境为东至于海，包括今天的苏南、浙西以及皖南地区，曾是战国四公子之一的春申君封地，盐业较为发达。但近年来学界对该郡是否存在表示怀疑。